# 吉训明
吉训明（1970年12月—），男，江苏海安人，中国神经外科专家，首都医科大学副校长，北京脑重大疾病研究院院长，首都医科大学宣武医院卒中中心主任。2025年8月15日，任中国医学科学院、北京协和医学院院校长、党委副书记。中国工程院院士，中国医学科学院学术咨询委员会学部委员。